# Kalle Spjuth
Kalle Spjuth , född i maj 1984 i Oxelösund, är en svensk bandyspelare. Han är 174 cm lång och väger 75 kilo. 
Spjuth har tidigare utövat idrotter som fotboll, ishockey, kneeboard, tennis och orientering. I bandy spelar han som anfallare/mittfältare och har nummer 14. 
Spjuth har bl.a. spelat i Hammarby IF Bandyförening. En säsong spelade han även i ryska HK Uralskij Trubnik. En andra säsong var planerad i Ryssland men Uralskij fick ekonomiska problem och Kalle Spjuth valde att åka hem med pengarna till Hammarby tillsammans med sina lagkamrater Robin Sundin och Jesper Eriksson. 
Under säsongen 09/10 drabbades Spjuth av en knäskada under en match i Haparanda. Han opererades på Sophiahemmet och läkarna spådde att säsongen var över då rehabiliteringen skulle ta minst sex månader. Men efter två månader var han tillbaka på isen och tio veckor efter skadan spelade han kvartsfinal och gjorde under slutspelet fler mål än under hela tidigare säsongen.
Säsongen 2013/14 spelar han i HK Volga Uljanovsk.

## Klubbar
- 2013/14 Volga
- 2012/13 Hammarby IF
- 2011/12 IK Sirius
- 2010/11 IK Sirius BK|IK Sirius
- 2009/10 Hammarby IF
- 2008/09 Uralsky Trubnik/Hammarby IF
- 2007/08 Uralsky Trubnik
- 2006/07 Hammarby IF/Hammarby TBF
- 2005/06 Hammarby IF/Sweden U
- 2004/05 Hammarby IF
- 2003/04 Hammarby IF/Sweden U
- 2002/03 Hammarby IF/Sweden U19
- 2001/02 Oxelösunds IK/Sweden U19

## Utmärkelser
- Årets pojkspelare i svensk bandy, 2000 - 2001,
- Årets junior i svensk bandy, 2002 - 2003